# Wojciech Zaremba
Wojciech Zaremba (ur. 30 listopada 1988 w Kluczborku) – polski informatyk, współzałożyciel OpenAI.

## Wykształcenie
Wojciech Zaremba urodził się w Kluczborku. Ukończył Zespół Szkół Ogólnokształcących w Kluczborku. Z matematyki miał indywidualne nauczanie. W 2007 reprezentował Polskę w Międzynarodowej Olimpiadzie Matematycznej w Wietnamie i zdobył srebrny medal. W okresie szkolnym był stypendystą Krajowego Funduszu na rzecz Dzieci.
Studiował na Uniwersytecie Warszawskim i École polytechnique matematykę i informatykę, uzyskując na UW tytuły licencjata matematyki (2010) i informatyki (2012) oraz magistra matematyki (2012). Na Uniwersytecie w Nowym Jorku, pod kierunkiem Yanna LeCun'a i Roba Fergusa, napisał pracę doktorską „Learning Algorithms from Data”. W 2016 obronił dysertację i uzyskał stopień doktora (PhD) informatyki.

## Kariera zawodowa
Podczas studiów licencjackich pracował na stażu w firmie NVIDIA. W okresie przygotowania pracy doktorskiej pracował najpierw przez rok w Google Brain, a później kolejny rok w Facebook Artificial Intelligence Research. Podczas pobytu w Google był współautorem pracy o właściwościach sieci neuronowych.
W 2015 Wojciech Zaremba znalazł się, obok m.in. Elona Muska, Reida Hoffmana, Petera Thiela, wśród założycieli OpenAI, której celem było przyspieszenie rozwoju sztucznej inteligencji (AI). W 2019 na jej podstawie powstała firma OpenAI LP. Zaremba od początku brał udział w obu przedsięwzięciach. Kierował badaniami nad robotyką, a później nad projektem Codex. Jest współtwórcą ChatGPT. W dziale kierowanym przez Zarembę prowadzone są badania nad sztuczną inteligencją, które stanowią podstawę modeli Copilot. 
Wojciech Zaremba w OpenAI kieruje działem prowadzącym badania nad rozwojem sztucznej inteligencji, kolejnymi edycjami GPT, a także nad rozwojem takich dziedzin AI jak uczenie przez wzmacnianie czy aktywne uczenie się. 
Mieszka w San Francisco.

## Nagrody
- Srebrny Medal w 48. Międzynarodowej Olimpiadzie Matematycznej w Wietnamie, 2007[3].
- „30 przed 30” – ranking najzdolniejszych Polaków przed 30. rokiem życia polskiej edycji magazynu Forbes, 2017[16].
- Google PhD Fellowship 2015[9].